# موسيقى الزاهي
Bubblegum (وتسمى أيضًا فقاعة الزاهي) هي موسيقى بوب متفائلة وتعتبر قابلة للتخلص منها أو ابتكارها أو تسويقها للأطفال والمراهقين. يشير المصطلح أيضًا إلى نوع فرعي من البوب، نشأ في الولايات المتحدة في أواخر الستينيات، والذي تطور من موسيقى الروك، وأغاني الجدة، وصوت بناء بريل، والذي تم تعريفه أيضًا من خلال الديموغرافيا المستهدفة للمراهقين والشباب. ضرب فيلم Archies لعام 1969 "Sugar، Sugar" مثالاً تمثيليًا أدى إلى موسيقى الروك الكرتونية، وهو اتجاه قصير الأجل لسلسلة الرسوم المتحركة التي كانت صباح يوم السبت والتي ظهرت فيها أغاني موسيقى الروك البوب بشكل كبير في الوريد الفقاعي.
المنتجان جيري كاسنيتز وجيفري كاتزكلايم ادعوا الفضل في صنع «الزاهي»، قائلين أنه عندما ناقشوا جمهورهم المستهدف، قرروا أنه كان "مراهقين، أطفال صغار. للنظر إليها والضحك والقول، "آه، هذا مثل موسيقى الزاهي". ثم تم تعميم المصطلح من قبل رئيسهم، نيل بوجارت، المدير التنفيذي لبوداه ريكوردسلابل.
كانت معظم أعمال الفقاعات عجائب واحدة (شملت الاستثناءات البارزة عائلة Partridge وTommy Roe) وظل الصوت قوة تجارية كبيرة حتى أوائل السبعينيات. غالبًا ما يناقش المعلقون نطاق هذا النوع وقد جادلوا بشكل مختلف من أجل استبعاد أو تضمين رقص البوب، وديسكو، وموسيقى البوب في سن المراهقة، وفرق الفتيان، وخاصة فرقة مونكيز. خلال السبعينيات، كان صوت الزاهي الأصلي له تأثير تكويني على موسيقى البانك روك، والموجة الجديدة، والمعدن اللحن.
يُستدعى أحيانًا كحرف، واصف «الزاهي» له عدة تطبيقات مختلفة. يستبعد كتاب Bubblegum Music Is the Naked Truth لعام 2001  من فرقعة البوب أو فتيان المراهقين على أنها فقاعات متأصلة ويحدد المصطلح على هذا النحو:

## «عصر البرقوق الكلاسيكي من1967-1972»
«موسيقى البوب التي يمكن التخلص منها» «موسيقى البوب التي تم ابتكارها وتسويقها لجذب موسيقى البوب التي تم إنتاجها في مرحلة ما قبل المراهقة والتي يتم إنتاجها في عملية خط التجميع، والتي يقودها المنتجون وتستخدم مطربين مجهولي الهوية» بهذا الصوت «الزاه غير الملموس المتفائل».
كان الفنانون عادة أعمالًا فردية، حيث كانت الأغاني عادةً تضم جوقات فردية، وموضوعات طفولية على ما يبدو وبراءة مفتعلة، جنبًا إلى جنب مع تيار مزدوج من الجنس المزدوج. عند مقارنة الفقاعات مع موسيقى البوب القوية، قال كاتب Mojo Dawn Eden: «Power pop يهدف إلى قلبك وقدميك. يهدف Bubblegum إلى أي جزء من جسمك يمكن أن يحصل عليه، طالما أنك تشتري السجل اللعين». ناقد موسيقي وصف ليستر بانغز الأسلوب بأنه «الصوت الأساسي لروك أند رول - ناقص الغضب والخوف والعنف والشذوذ».
هناك جدل حول أي الفنانين يتناسب مع هذا النوع، خاصة في حالات مثل Monkees [3] في رأي المؤرخ الموسيقي بيل بيتسونكا: «إن الشيء كله الذي يجعل من الفقاعات القياسية حقًا هو مجرد براءة متضاربة بطبيعتها تتجاوز بطريقة أو بأخرى ذلك. يجب أن يبدو أنهم يقصدون ذلك.» جادل الناقد الموسيقي ديفيد سماي بأن الديسكو هو مجرد فقاعات باسم آخر، وبما أن الفقاعات هي«موسيقى الرقص للفتيات قبل سن المراهقة»، فإن النوع لذلك يجب أن يشمل النطاق رقصة البوب والأشكال المرتبطة بها مثل Stock Aitken Waterman وKylie Minogue ، ومع ذلك، «ليس كل رقص البوب يستهدف الأطفال ولا يجب وُفترض أنه يمكن التخلص منه بعد الآن من الفقاعات».
السلائف
وفقًا للمؤرخ الموسيقي كارل كافيريللي، «يمكنك أن تفكر في كل ضربة جديدة لطيفة تقريبًا، بدءًا من عصور ما قبل الروك مثل» كم هو هذا الكلب في النافذة «إلى المواد الأساسية من عصر الروك المتعالي مثل» إيكو إيكو «، باعتبارها شرعية مقدمة لموضوعات سريعة الزوال الفقاعية المعلنة». وتابع سرد«مثل هذه السوابق المهمة» مثل«أنا هنري الثامن، أنا»(هيرمان هيرميس، 1965)، «سنوبي ضد البارون الأحمر»(الحرس الملكي)، 1966)، «دينغ، دونغ! الساحرة ميتة» (التجمع الخامس، 1967)، و «الدف الأخضر» (ليمون بايبرز، 1967) 
الذروة التجارية الأصلية (1968-1972) تعديل
يتم تتبع Bubblegum بشكل عام إلى نجاح أغنيات 1965 "Simon Says" من قبل شركة Fruitgum 1910 و "Yummy Yummy Yummy" من قبل Ohio Ohio لقد ادعى المنتجان جيري كاسينتز وجيفري كاتز الفضل في صياغة «الزاهي» لهذه الموسيقى، قائلين إنه عندما ناقشوا جمهورهم المستهدف، قرروا أنه كان «مراهقين، أطفال صغار. وفي ذلك الوقت كنا نمضغ الزاهي، واعتدت أنا وشريكي أن ننظر إليها ونضحك ونقول،» آه، هذا مثل موسيقى الزاهي«تم استخدام المصطلح من قبل نيل بوغارت التنفيذي لشركة تسجيلات سجلات بوداه، كما أضاف بيتزونكا:»Kasenetz و Katz حقًا تبلور [المشهد] عندما توصلوا إلى المصطلح بأنفسهم وهذا التشبيه الصغير اللطيف. ونيل بوجارت، كونه الشخص التسويقي الذي كان عليه، حشره في أعناق الناس. هذه حقاً النقطة فيفي 
أصبح فيلم "Sugar Sugar" [بحاجة لمصدر] من The Archies الأكثر مبيعًا لعام 1969 وألهم موجة من الفنانين لتبني أسلوب الزاهي. أدى نجاح الأغنية إلى «موسيقى الروك الكرتونية»، وهي اتجاه قصير الأجل لسلسلة الرسوم المتحركة صباح السبت التي ظهرت بشكل كبير أغاني موسيقى الروك في الوريد الفقاعي. ومع ذلك، لم يكن لأي من هذه الأغاني عروض على قوائم البوب عند إصدارها كأغنيات فردية، باستثناء أغنية The Banana Splits "The Tra La La Song (One Banana، Two Banana)"، والتي تمكنت من الوصول إلى ذروة رقم 96 على Billboard Top 100

### السنوات اللاحقة والنفوذ
كانت معظم أعمال الفقاعات عجائب واحدة (شملت الاستثناءات البارزة عائلة بارتريدج وتومي رو وبقي النوع قوة تجارية كبيرة حتى أوائل السبعينيات. فشل الفقاع في الحفاظ على وجوده على الرسم البياني بعد أوائل السبعينيات ويرجع ذلك جزئيًا إلى تغير الاتجاهات في بعد ذلك، اتبع منتجو مثل Kasenetz و Katz طرقًا موسيقية مختلفة. الكتابة في موسيقى Bubblegum هي الحقيقة المجردة، عرض Chuck Eddy أن الفقاعات تطورت لتصبح «موقفًا أكثر من النوع» خلال السبعينيات. في المملكة المتحدة، اشتعلت الفقاعة في أوائل السبعينيات وسقطت من الحماس الشعبي بحلول نهاية العقد. في عام 2010، لخص المؤلف والموسيقي بوب ستانلي:
في حين أن بعض المزيد من الموسيقى المواجهة ستصبح شائعة لدى الأطفال - بعض أناشيد الهذيان الأكثر ملونًا، على سبيل المثال - أصبحت موسيقى الأطفال مرادفة لارتباطات جديدة مثل Bob the Builder و Mr Blobby حتى الانفجار في موسيقى الأطفال، تغذيها فرص الترويج التبادلي التي تقدمها تعدد قنوات الأطفال التلفزيونية بقيادة ويغلز وإسطبل ديزني.
أدرج العديد من الموسيقيين الذين نشأوا مع هذا النوع فيما بعد تأثيرات الفقاعات في عملهم. على الرغم من أنه نادرًا ما يعترف به نقاد الموسيقى، الذين عادة ما يرفضون هذا النوع، إلا أن هياكل الأغاني البسيطة في الفقاعات، والوتائر المتفائلة، والخطافات "الجذابة" تم نقلها إلى موسيقى الروك البانك. كان رمونس هو الأبرز في فرق موسيقى البانك المتأثرة بالزغب، حيث اعتمدوا شخصيات كرتونية ثم غطوا فيما بعد معيارين من الفقاعات "Little Bit O'Soui" و Indian Giver" ذكر Pitzonka عن إرث الزاهي:
لقد وضع Bubblegum أساسًا أعمق من أي شخص يرغب في منحه الفضل في ذلك. نعم، إنها مسؤولة عن Take That و New Kids On The Block ، ولكنها مسؤولة أيضًا عن The Ramones. يخرج الكثير من المعدن الصخري من ذلك أيضًا. كان Bubblegum يقوم على اللحن. كان كل شيء عن الأغنية. كان الأمر كله يتعلق بتوصيل الرسالة خلال دقيقتين ونصف. وكان الترياق المثالي لكل ما يجري في أواخر الستينيات